# متعددة النووانيات النادرة
متعددة النووانيات النادرة (الاسم العلمي: Polynucleobacter rarus) هي نوع من البكتيريا، سلبية الغرام، تتبع جنس المتعددة النووانيات.